# Salesiova výšina
Salesiova výšina je skalní útvar nedaleko severočeského města Osek v okrese Teplice v Ústeckém kraji a s nadmořskou výškou 422 m zároveň nejvyšší vrchol geomorfologického celku Mostecká pánev. Salesiova výšina je od 29. srpna 1986 chráněna jako přírodní památka. Chráněné území je ve správě Krajského úřadu Ústeckého kraje.

## Charakteristika
Název Salesiovy výšiny připomíná Salesia Krügnera, který byl v letech 1834–1842 opatem oseckého kláštera a velkým milovníkem krušnohorské přírody.
Zdejší křemencové bloky vznikly jako naplaveniny třetihorní řeky, která ústila do severočeské uhelné pánve. Lze na nich pozorovat tisíce otisků sladkovodních mlžů rodu velevrub. V sousedství skalního města se nachází jeden z četných kamenolomů, ve kterém se v minulosti těžily zdejší pískovce a křemence používané například pro výrobu mlýnských žernovů nebo stavbu kašen. Další těžba probíhala v podzemí, kde se rozkládá důlní pole bývalého hnědouhelného revírního dolu Nelson VIII zvané Salesiův revír. Na vrchol vedou čtyři lezecké cesty, nejdelší z nich měří 18 m.
V okolí skalního města je velmi zajímavý i lesní porost, tvořený převážně letitými buky, které díky stanovištím na kamenných blocích mnohdy rostou do bizarních tvarů. Salesiova výšina je chráněnou přírodní památkou a je vyhlášena přírodní památkou. Lezení po skalních blocích[zdroj⁠?!], sběr zkamenělin a chůze mimo vyznačené stezky jsou zakázány.

## Okolí
Oblast Salesiovy výšiny leží na lokální naučné stezce, která vede po pamětihodnostech Oseka a jeho okolí. V okolí je možné navštívit osecký klášter, zříceninu hradu Rýzmburk, štoly po těžbě stříbra a mnoho dalších zajímavostí. Na vrcholu Salesiovy výšiny byla zřízena jednoduchá vyhlídka, která byla doplněna glorietem, odkud býval nádherný rozhled do okolí. Dnes už na vrcholu nalezneme pouze torzo.